# Milch-Güteverordnung
Die Milch-Güteverordnung war eine Verordnung, die in Deutschland die Güteprüfung und die Bezahlung der Kuhmilch regelte, die an Molkereien geliefert wird.
Zu dessen Ausführung gab es zusätzlich eine Reihe länderspezifischer Aus- bzw. Durchführungsverordnungen, die Genaueres dazu regeln.
Die Milch-Güteverordnung wurde durch die Verordnung zur Förderung der Güte von Rohmilch (Rohmilchgüteverordnung - RohmilchGütV) mit Wirkung zum 1. Juli 2021 ersetzt.

## Kriterien
Bestimmt werden:
| Merkmal                     | Untersuchungshäufigkeit je Monat | Grenzwert je ml | Abzug Cent/kg      |
| --------------------------- | -------------------------------- | --- | ------------------ |
| Keimzahl                    | 2                                | bis 100.000 Klasse 1, darüber Klasse 2 | mind. 2            |
| Zahl der somatischen Zellen | 2                                | bis 400.000 | mind. 1,5          |
| Fettgehalt                  | 3                                | 4,00 % (in Bayern 4,20 %) |                    |
| Eiweißgehalt                | 3                                | 3,4 %; |                    |
| Gefrierpunkt                | 1                                | ehemals −0,520 °C (Milch-Verordnung, 2007 außer Kraft) z. T. −0,515 °C in Länder-Durchführungsverordnungen zur Milch-Verordnung (z. B. Baden-Württembergs) zu finden (2.) | ggf. laut Molkerei |
| Wasserzusatz                | 1                                | kein Wasserzusatz | ggf. laut Molkerei |
| Hemmstoffe                  | 2                                | bei positivem Ergebnis Sperrung | 5                  |

Die obersten Landesbehörden haben das Recht, weitere Merkmale und die Häufigkeit der Untersuchung festzulegen bzw. zu erhöhen. In vielen Fällen ist die Untersuchungshäufigkeit höher als gesetzlich vorgeschrieben. Es werden freiwillig auch weitere Merkmale untersucht wie z. B. der Harnstoffgehalt im Rahmen der Milchleistungsprüfung oder nach bestimmten Schadstoffen.
Für den Keimgehalt erfolgt die Berechnung des geometrischen Mittels aus den Untersuchungsergebnissen der letzten zwei Monate (je Monat 3 Werte). Voraussetzung sind pro Monat mindestens zwei Untersuchungen.
Daneben bestimmt die Milchgüteverordnung, dass nur Milch von Kühen mit einer täglichen Milchleistung von mindestens 2 Litern angeliefert werden darf, von Kühen mit Krankheiten insbesondere an den Geschlechtsorganen gar nicht.

## Klassifizierung und Bezahlung
Die Milch wird in zwei Güteklassen (1 und 2) eingestuft. Die Molkerei kann zusätzlich noch eine weitere Güteklasse einführen, die S-Klasse. Der Grenzwert in der S-Klasse für die Keime beträgt <50.000 je ml und der Zellgehalt darf je nach Molkerei 250.000 oder 300.000 je ml nicht überschreiten. Die Bezahlung ist bei der Güteklasse 1 am höchsten, für die S-Klasse gibt es nochmals einen Zuschlag von 0,5 bis 1,0 Cent pro Liter, der von der Molkerei bestimmt wird. Nach der neuen Rohmilchgüteverordnung, welche die Milchgüteverordnung ab dem 1. Juli 2021 ersetzt hat, gibt es keine Regelungen für S-Klassen mehr.
Abweichungen des Fett- und Eiweißgehaltes der angelieferten Milch des Landwirtes vom Monatsdurchschnitt der gesamten an die Molkerei angelieferten Milch sind durch Zu- und Abschläge auf den Basispreis zu berücksichtigen. Basis ist hierbei ein Fettgehalt von 4,0 % (in Bayern 4,2 %) und ein Eiweißgehalt von 3,4 %.
Im Jahr 2001 wurden über 97 % der Milch in Güteklasse 1 eingestuft und 48 % der Zellzahlen lagen durchschnittlich zwischen 125.000 und 249.000.
Eine Überschreitung der Grenzwerte führt bei Wiederholung zur Sperrung der Milchabholung. Entscheidend dabei ist das geometrische Mittel über drei Monate. Vorher allerdings wird der Landwirt beraten und seine Produktion auf Schwachstellen hin überprüft.

## Bedeutung der Merkmale
Der Keimgehalt gilt als Indikator für die Hygiene bei der Milchgewinnung. Die Zellzahl lässt Rückschlüsse auf die Gesundheit der Kühe zu. Bei einer Entzündung im Euter steigt die Zahl der körpereigenen Zellen in der Milch sehr stark an.
Die Messung des Gefrierpunktes ermöglicht eine Aussage darüber, ob der Milch Wasser zugefügt wurde (dann läge der Gefrierpunkt über −0,520 °C, wobei diese Zahl als ein minimaler Richtwert anzusehen ist; in der Milch-Güteverordnung ist lediglich bestimmt, dass kein Wasser zugesetzt werden darf, nicht aber ab wann dies der Fall ist). Dieses war früher teilweise der Fall, da Landwirten der Milch Wasser hinzusetzten, um ihre Liefermengen zu erhöhen. Aufgrund kontinuierlicher Kontrollen kommen heute solche Verfälschungen kaum mehr vor. Es besteht jedoch auch weiterhin die Möglichkeit, dass durch fehlerhafte Reinigung der Melkanlage Wasser in die Milch gelangt. Es sollte einem Beurteiler des Gefrierpunkts von Rohmilch bewusst sein, dass dieser in weiten Grenzen schwanken kann. Bei Milch einzelner Kühe kann dieser je nach Rasse, Jahreszeit, Futter, Anzahl der Kälber, Melkweise und Haltung noch deutlich unter −0,520 °C liegen. Ein Anstieg anderer Kleinstmoleküle (z. B. Laktose oder Brenztraubensäure im Rahmen eines Sauerwerdens der Milch) erniedrigt den Gefrierpunkt zum Teil sehr deutlich. Besteht auf Grund der Untersuchungsergebnisse der Verdacht auf Wasserzusatz, kann gemäß Milch-Güteverordnung die zuständige Behörde anordnen, dass im Erzeugerbetrieb eine Vollprobe gezogen wird, die aus den vollständig überwachten Abend- und Morgengemelken besteht, zwischen denen ein zeitlicher Abstand von mindestens 11 und höchstens 13 Stunden liegt.
Der Keimgehalt der Milch gibt Aufschluss über die Sauberkeit bei der Milchgewinnung und -lagerung.
Die Kontrolle auf Hemmstoffe ist für die Molkerei von Bedeutung, da es sich hierbei um Antibiotika handeln kann, welche die Weiterverarbeitung der Milch zu Joghurt oder Käse behindern. Bei positivem Ergebnis wird der gesamte Milchsammelwagen von der Anlieferung ausgeschlossen. Um dieses zu vermeiden, lassen Landwirte die Milch von antibiotikabehandelten Kühen auf Hemmstoffvorkommen untersuchen, bevor diese an die Molkereien geliefert wird. Dies bietet zusätzlich zum Einhalten der Wartezeiten von Medikamenten eine Sicherheit für Landwirte und Molkereien.